# Musa Mikayilzade
Musa Mikayilzade, né le 16 juin 1998 à Bakou, est un coureur cycliste azerbaïdjanais.

## Biographie
En 2021, il est sacré double champion national d'Azerbaïdjan, dans la course en ligne et le contre-la-montre. Il remporte également les deux titres nationaux en 2024 et 2025.

## Palmarès sur route

### Par année
- 2017
  - 3e du championnat d'Azerbaïdjan sur route
- 2018
  - 2e du championnat d'Azerbaïdjan du contre-la-montre
- 2019
  - 3e du championnat d'Azerbaïdjan du contre-la-montre
  - 3e du championnat d'Azerbaïdjan sur route
- 2021
  -  Champion d'Azerbaïdjan sur route
  -  Champion d'Azerbaïdjan du contre-la-montre
- 2022
  - 2e du championnat d'Azerbaïdjan du contre-la-montre
  - 2e du championnat d'Azerbaïdjan sur route
- 2023
  - 2e du championnat d'Azerbaïdjan du contre-la-montre
  - 2e du championnat d'Azerbaïdjan sur route
- 2024
  -  Champion d'Azerbaïdjan sur route
  -  Champion d'Azerbaïdjan du contre-la-montre
- 2025
  -  Champion d'Azerbaïdjan sur route
  -  Champion d'Azerbaïdjan du contre-la-montre

### Classements mondiaux
| Année                                 | 2017  | 2018 | 2019 | 2020  | 2021 | 2022  | 2023  | 2024 |
| ------------------------------------- | ----- | ---- | ---- | ----- | ---- | ----- | ----- | ---- |
| Classement mondial                    | 1099e | 983e | 892e | 1832e | 415e | 1066e | 1010e | 803e |
| UCI Europe Tour                       | 701e  | 604e | 648e | 1352e | 342e | 763e  | nc    | nc   |
|                                       |       |      |      |       |      |       |       |      |
| Légende : nc = non classéSource : UCI |       |      |      |       |      |       |       |      |

## Palmarès sur piste

### Championnats nationaux
- 2022
  -  Champion d'Azerbaïdjan de course à l'élimination
  -  Champion d'Azerbaïdjan du kilomètre
  -  Champion d'Azerbaïdjan de poursuite
  -  Champion d'Azerbaïdjan de course aux points
  -  Champion d'Azerbaïdjan du scratch